# Khuông Việt
Khuông Việt (ur. 933, zm. 1011) – wietnamski mistrz thiền ze szkoły vô ngôn Thông. Znany wcześniej jako Chân Lưu. 

## Życiorys
Pochodził z Cát Lợi. Jego rodzinne nazwisko to Ngô. Był potomkiem Ngô Thuậna Đế. Był okazałym mężczyzną o nieograniczonej uważności. Jako chłopiec studiował konfucjanizm, ale gdy dorósł zwrócił się w stronę buddyzmu. Razem z kolegą ze szkoły udał się do mistrza thiền Vâna Phonga i przyjął ordynację mnisią w świątyni Khai Quốc. Od tej pory poświęcił się studiowaniu tekstów buddyjskich oraz zgłębiał istotę nauk thiền.
Gdy miał ok. czterdziestu lat, sława o nim dotarła na dwór królewski. Cesarz Đinh Tiên Hoàng (pan. 968-979) zaprosił go na audiencję. Mistrz zrobił tak dobre wrażenie, że cesarz nadał mu tytuł Głównego Dyrektora Mnichów (wiet. Tăng Thống). Wkrótce potem otrzymał także tytuł Khuông Việt Thái Sư (Wielki Mistrz, Który Przynosi Porządek do Viet). Mógł to być rok 971. Kolejny cesarz - Lê Đại Hành (pan. 980-1005) - uhonorował mistrza jeszcze bardziej, czyniąc z niego uczestnika wszystkich spraw dworskich i militarnych. 
W tym okresie mistrz często odwiedzał górę Vệ Linh w prefekturze Bình Lỗ. Chciał tam wybudować swoją pustelnię i tam zamieszkać. Pewnej nocy miał sen, w którym pojawił się Wajśrawana. Ów Niebiański Król zlecił mu misję obrony granic i szerzenia buddyzmu. Potem z wielkiego drzewa, które znalazł podczas górskiej wędrówki wyrzeźbił podobiznę Vaiśravany.
W 981 r. chińska armia Songów dokonała inwazji na Wietnam. Cesarz Lê Đại Hành, który znał sen mistrza, polecił mu modlić się przed figurą Wajśrawany w celu uratowania państwa. Armię chińską ogarnął strach i wycofała się do rzeki Ninh w Bảo Hựu. Powstały dzikie fale unoszone przez wiatr i pojawiły się smoki skaczące i stające dęba. Chińska armia wycofała się w nieładzie.
W 987 r. z misją pokojową udał się do Wietnamu poseł Songów - Li Jue. Cesarz wietnamski polecił mistrzowi Khuôngowi przebrać się w dworskie szaty i działać jako minister. Negocjacje przebiegły pomyślnie, na pożegnanie mistrz Khuông Việt napisał dla posła wiersz "Vương Lang Qui" ("Królewski emisariusz wraca do domu").
W jakiś czas potem mistrz Khuông Việt zrezygnował z urzędu, zasłaniając się wiekiem i słabym zdrowiem, i powrócił do swojego rodzinnego rejonu, gdzie wybudował klasztor Phật Đà na górze Du Hí w Cát Lợi w dystrykcie Thường Lạc. Objął w nim pozycję opata i miał wielu uczniów.
Pewnego dnia zaawansowany uczeń Đa Bảo spytał go: "Co jest początkiem i końcem studiowania Drogi?" Khuông Việt powiedział: "Od początku do końca, nie ma niczego we wspaniałej pustce. Kiedy możesz zrozumieć Takość (sans. Tathata), wszystko ma tę samą naturę." Đa Bảo spytał: "Jak ją można zachować?" Khuông Việt powiedział: "Nie ma tam miejsca dla ciebie, aby zabrać się za pracę." Đa Bảo powiedział: "Mistrzu, powiedziałeś wszystko." Khuông Việt powiedział: "Jak to rozumiesz?" Đa Bảo krzyknął.
Piętnastego dnia drugiego miesiąca drugiego roku okresu Thuận Thiên dynastii Lý, czyli w 1011 r., tuż przed swoją śmiercią, Khuông Việt powiedział wiersz do Đa Bảo: 
| Ogień był już w drewnie, Ogień tam był, gdy znów przyszedł do życia. Jeśli mówisz, że w drewnie nie ma ognia, Jak mogłyby wybuchnąć płomienie, gdy "świdrujemy" po ogień. |

Po skończeniu wiersza, złożył dłonie i zmarł w pozycji lotosu.

## Linia przekazu Dharmy zen
Pierwsza liczba oznacza liczbę pokoleń mistrzów od 1 Patriarchy indyjskiego Mahakaśjapy.
Druga liczba oznacza liczbę pokoleń od 28/1 Bodhidharmy, 28 Patriarchy Indii i 1 Patriarchy Chin.
Trzecia liczba oznacza początek nowej linii przekazu w danym kraju.
- 33/6. Huineng (638-713)
  - 34/7. Nanyue Huairang (677-744) szkoła hongzhou
    - 35/8. Mazu Daoyi (707-788)

  - 36/9. Baizhang Huaihai (720-814)
    - 37/10/1. Vô Ngôn Thông (759-826) Wietnam - szkoła vô ngôn thông
      - 38/11/2. Cảm Thành (zm. 860)
        - 39/12/3. Thiện Hội (zm. 900)
          - 40/13/4. Vân Phong (zm. 956)
            - 41/14/5. Khuông Việt (933-1011)
              - 42/15/6. Đa Bảo (zm. po 1028)
                - 43/16/7. Định Hương (zm. 1051)
                  - 44/17/8. Viên Chiếu (999-1090)
                    - 45/18/9. Thông Biện (zm. 1134)
                      - 46/19/10. Biện Tâi (bd)
                      - 46/19/10. Đạo Huệ (zm. 1173)
                        - 47/20/11. Tịnh Lực (1112–1175)
                        - 47/20/11. Trí Bảo (zm. 1190)
                        - 47/20/11. Trường Nguyên (1110–1165)
                        - 47/20/11. Minh Trí (zm. 1196)
                          - 48/21/12. Quảng Nghiêm (1122–1190
                            - 49/22/13. Thường Chiếu (zm. 1203)
                              - 50/23/14. Thông Thiền (zm. 1228) laik
                                - 51/24/15. Tức Lự (bd)
                                  - 52/25/16. Ứng Vương (bd) laik

                              - 50/23/14. Thần Nghi (zm. 1216)
                                - 51/24/15.. Ẩn Không (bd)

                        - 47/20/11. Tín Học (zm. 1190)
                        - 47/20/11. Tịnh Không (1091–1170)
                        - 47/20/11. Dại Xả (1120–1180)

                  - 44/17/8. Cứu Chỉ
                  - 44/17/8. Bảo Tính (zm. 1034)
                  - 44/17/8. Minh Tâm (zm. 1034)

                - 43/16/7. Thiền Lão
                  - 44/17/8. Quảng Trí
                    - 45/18/9. Mãn Giác (1052–1096)
                      - 46/19/10. Bổn Tịnh (1100–1176)

                    - 45/18/9. Ngộ Ấn (1020–1088)